# Lista över samiskspråkiga kommuner
Detta är en lista över samiskspråkiga kommuner.
- Finland
  - Enare (enare., nord., skolt.)
  - Enontekis (nord.)
  - Utsjoki (nord.)
- Norge
  - Evenes (nord.¹)
  - Karasjok (nord.)
  - Kautokeino (nord.)
  - Kåfjord (nord.)
  - Lavangen (nord.¹)
  - Nesseby (nord.)
  - Porsanger (nord.)
  - Skånland (nord.¹)
  - Snåsa (syd.)
  - Tana (nord.)
  - Tjeldsund (nord.¹)
  - Hamarøy (lule.)
  - Bodø (lule., pite.)[1]
- Ryssland
  - Lovozero (kildin.)
- Sverige
  - Arjeplog (lule.)
  - Gällivare (nord.)
  - Kiruna (nord.)
  - Jokkmokk (nord.)
  - Arvidsjaur
  - Lycksele
  - Malå
  - Sorsele
  - Storuman
  - Vilhelmina
  - Umeå
  - Strömsund (syd.)
  - Åre (syd.)
  - Krokom (syd.)
  - Östersund (syd.)
  - Berg (syd.)
  - Härjedalen (syd.)
  - Älvdalen (syd.)
  - ¹ Ej bestämt.